# Emiliano Rodríguez
Emiliano Rodríguez Rodríguez (San Feliz de Torío, León, 10 de junio de 1937) es un exjugador de baloncesto internacional español, que desarrolló su carrera en los años 60. Con 1,87 metros de altura, jugaba en la posición de Alero. 
Es considerado uno de los mejores jugadores de la historia del baloncesto europeo. Miembro del FIBA Hall of Fame desde el año 2007 y desde octubre de 2021 fue incluido como jugador en el Hall of Fame del Baloncesto Español en la promoción de 2019. Además, ha sido elegido entre los 50 mayores colaboradores de la Euroliga (2008) y entre los 50 mejores jugadores FIBA (1991).
En el organigrama del Real Madrid figura como Asesor de la Presidencia desde 2004, siendo considerado como Presidente de Honor de la sección de baloncesto del Real Madrid C. F. (desde la temporada 2000/01)

## Biografía
Emiliano en un principio parecía destinado a ser futbolista, asistía a ver a los Zarra, Panizo y Gaínza cada domingo en San Mamés. Con 16 años era un destacado futbolista, pero tropezó con un obstáculo insalvable: su lugar de  nacimiento fuera del País Vasco le cerró las puertas de los juveniles del Athletic Club, lo que le hizo cambiar al deporte de la canasta.
Tras comenzar su trayectoria deportiva en el Águilas, equipo del colegio de los Escolapios de Bilbao, su primer equipo profesional fue el Aismalíbar catalán, donde jugó entre 1958 y 1960. Su fichaje por el Real Madrid fue debida a su llegada a la capital con el fin de terminar su carrera de Perito Industrial e iniciar el curso de acceso a Ingenieros. Fue entonces cuando se le ofreció firmar por el equipo blanco. Una vez allí, consiguió sus mayores éxitos como jugador, disputando 13 temporadas para retirarse tras la 1972-73. Estuvo cerca de haber sido de los primeros jugadores europeos en dar el salto a Estados Unidos. Disputó 7 finales de la máxima competición europea de clubes (la Copa de Europa), conquistando 4 títulos.
Fue uno de los principales precursores del baloncesto en España. Tras su retirada, junto con su compañero de selección Nino Buscató, la Federación Española de Baloncesto les tributó a ambos un homenaje de despedida conjunto, con dos partidos disputados los días 14 y 16 de junio de 1973 en Badalona y Madrid, respectivamente, que enfrentaron al Joventut y al Real Madrid con una potente Selección Europea.
Le ofrecieron seguir como entrenador de las categorías inferiores del Real Madrid de Baloncesto, pero él quería estar con su familia. Tras retirarse, se dedicó a un negocio de Relaciones Públicas y a promocionar el baloncesto. También se presentó a las elecciones municipales de Pozuelo de Alarcón, en las que salió elegido concejal, para más tarde ser nombrado Primer Teniente de Alcalde. En 1981 fue elegido Portavoz de la extinta UCD en la Diputación Provincial de Madrid.
La característica principal de su juego era la velocidad y una habilidad extraordinaria para la entrada a canasta en contraataque. Hacía gala, además, de un portentoso lanzamiento desde media distancia.

### Selección española
Durante cerca de veinte años, fue un jugador habitual de la selección española. Fue 175 veces internacional (de 176 partidos convocado) y consiguió 2.834 puntos con la Selección Española, con la que jugó todos los partidos de manera consecutiva entre 1958 y 1969 (disputando su primer partido en abril de 1958 y el último en septiembre de 1971). Retirándose como jugador en la antesala de la plata del Eurobasket de 1973.
Fue una de las figuras más emblemáticas del deporte español de la época.

### Selección europea
Además, disputó 6 partidos con la Selección Europea.

### Equipos
- Club Águilas Escolapios de Bilbao (1956 - 1958)
- Aismalíbar (1958 - 1960)
- Real Madrid (1960 - 1973)

15 temporadas en Primera División (en la Liga española jugó 312 partidos, anotando un total de 4.929 puntos).

### Entrenador
Entrenó al Forum Filatélico Valladolid en la temporada 1983-1984, cuando militaba en la ACB.

### Presidente de Honor
Emiliano Rodríguez fue uno de los mejores jugadores de la historia del baloncesto blanco, y de los más destacados en Europa. Sus míticos duelos europeos, y sus numerosos títulos conseguidos, le hicieron ingresar en el salón de la fama de la FIBA. Estos y otros muchos logros hicieron que en la temporada 2000/01 el presidente Florentino Pérez nombrase a Emiliano Presidente de Honor de la Sección de Baloncesto del Real Madrid C.F., siendo, también, de la Asociación de Jugadores del Real Madrid de Baloncesto (Real Madrid Leyendas), un cargo similar al que ostentaba Alfredo Di Stéfano en fútbol. Todo un honor que recayó en una de las personas que más ha hecho en las canchas por difundir el nombre del Real Madrid. Además, desde 2004, aparece en el organigrama del club como Asesor Presidencial del Real Madrid de Baloncesto (ya que los Estatutos del club solo permitían que hubiese un presidente de honor en el club) donde continúa en la actualidad.

## Palmarés

### Títulos
- 12 Ligas españolas (1961, 1962, 1963, 1964, 1965, 1966, 1968, 1969, 1970, 1971, 1972 y 1973).
- 9 Copas de España (1961, 1962, 1965, 1966, 1967, 1970, 1971, 1972, 1973).
- 4 Copas de Europa -máxima competición europea de clubes- (1964, 1965, 1967 y 1968).
- 2 Medallas de Plata en los Juegos del Mediterráneo (Beirut´1959 y Nápoles´1963).
- 1 Campeonato Nacional de Liga de 2ª División FEB (con el Águilas): 1958.

### Otros trofeos
- 5 Torneos internacionales de Navidad FIBA (1967, 1968, 1969, 1970 y 1972; medallas FIBA hasta 1980).
- 6 Campeonatos Regionales (1960-61, 1961-62, 1962-63, 1963-64, 1965-66, 1966-67).

### Otros logros
- 176 veces internacional con la selección española absoluta (de manera consecutiva), disputando 175 partidos.
- 6 veces internacional con la Selección Europea.
- Disputó 2 Juegos Olímpicos (Roma 1960 y México 1968) y 3 Juegos Mediterráneos (Beirut 1959, Nápoles 1963 y Túnez 1967).
- Disputó 7 European Championships/EuroBaskets (1959, 1961, 1963, 1965, 1967, 1969 y 1971).
- Disputó 2 finales de la Copa Intercontinental FIBA (1967-1968 y 1970-1971).
- Disputó 5 finales de la máxima competición europea de clubes (1963/64, 1964/65, 1966/67, 1967/68 y 1968/69).
- Conquistó más de 10 trofeos amistosos.

## Premios, reconocimientos y distinciones
- Elegido Mejor Jugador del Campeonato de Europa de selecciones nacionales de 1963, y brillante actuación en el Eurobasket de Nápoles de 1969.
- Mejor Jugador de los Juegos del Mediterráneo de Nápoles de 1963.
- Máximo anotador del Campeonato de Europa de selecciones nacionales de 1965 (Eurobasket de la Unión Soviética de 1965).
- Mejor Jugador de la Copa de Europa de Clubes en 1963 y 1964.
- 3 veces máximo anotador de la Liga española (1959, 1963 y 1964).
- Elegido en la lista de los 25 Mejores Jugadores de la Historia de la Liga española, con motivo del 25º aniversario de la ACB en 2008 (apareciendo en primera posición de la lista).[5]
- Es miembro del FIBA Hall of Fame desde el año 2007 / FIBA Order of Merit (1997).
- Miembro de los 50 Greatest Euroleague Contributors (2008).
- Miembro de los 50 Greatest Greatest Players FIBA (1991).
- Premio "Fair Play" de la UNESCO (1973).
- Medalla de Oro de la Real Orden del Mérito Deportivo, otorgada por el Consejo Superior de Deportes (2001)[6]
- Medalla de Plata de la Real Orden del Mérito Deportivo.
- Insignia de Oro de la Comisión de Organizaciones Internacionales de la FEB (1960/61)
- Designado Presidente de Honor del Real Madrid de Baloncesto (y de la Asociación de Exjugadores de Baloncesto del Real Madrid -Real Madrid Leyendas-).
- Trofeo Revista Rebote al Mejor Jugador Español (1962).
- Premios Gigantes del Basket: Mejores Jugadores del siglo XX.
- Condecorado con la Cruz de Caballero de Isabel la Católica.
- Miembro del Salón de la Fama de Radio FEB[7]
- Premio Leyenda en la Gala del Deporte de Bizkaia/Vizcaya (2001).[8]
- Hall of Fame del Baloncesto Español (2019)